# James Byrne (violist)

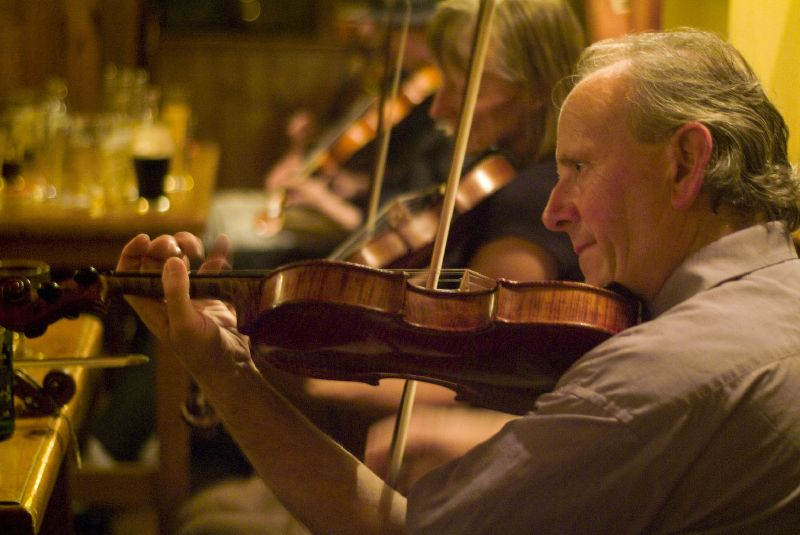
James Byrne

James Byrne (Glencolmcille, 1 januari 1946 - aldaar, 7 november 2008) was een Ierse traditionele violist afkomstig uit de County Donegal, Ierland. Hij leerde zijn muziek van zijn vader en zijn buren in Glencolmcille, zuidwest Donegal. Zijn album bevat zeldzame muziek van een speel-traditie die buiten zijn regio niet bekend is. Barndances, heel gewoon in Donegal, worden gespeeld naast de populaire jigs en reels. 

## Discografie
- Fiddle Music of Donegal
- O Bhun Sliabh Liag - Con Cassidy en James Byrne - (compilatie-album)
- The Brass Fiddle - Vincent Campbell, Con Cassidy, James Byrne & Francis Byrne
- The Road To Glenlough - James Byrne, met Dermot McLoughlin, Dermot Byrne, Peter Carr & Sean Byrne.

- International Standard Name Identifier: 0000 0000 8369 8731
- MusicBrainz: 0a112f82-0f6c-47ae-af7c-ebfd3903ce75
- Virtual International Authority File: 32363865